# Beuchelt & Co.
Die Firma Beuchelt & Co. war ein deutsches Unternehmen, das Eisenkonstruktionen, Brücken, Kräne, Drehscheiben, Eisenbahnwaggons und Automobile herstellte und seinen Sitz bis 1945 in Grünberg (Schlesien) hatte.

## Geschichte

Übersichtsplan des Werksgeländes um 1910

Am 1. Dezember 1876 gründeten die Ingenieure Georg Beuchelt und Albert Ribbeck, die bis dahin in der Niederschlesischen Maschinenbau Gesellschaft vormals Conrad Schiedt in Görlitz beschäftigt waren, ein eigenes Unternehmen, die Fabrik für Brückenbau und Eisenkonstruktionen Beuchelt u. Co. Das Unternehmen hatte zunächst nur 20 Mitarbeiter und beschäftigte sich mit dem Bau von eisernen Brücken. Zunächst wuchs das Unternehmen nur langsam, bis in den Jahren 1880–1881 ein entscheidendes Wachstum auf 83 Beschäftigte stattfand. Schon 1911 beschäftigte das Unternehmen ca. 2000 Mitarbeiter und hatte sich einen führenden Platz in der Riege der deutschen Brückenbauanstalten erarbeitet. Nach dem Ersten Weltkrieg mussten in Folge der Wirtschaftskrise 400 Arbeiter entlassen werden.
1945 wurde das Unternehmen nach Könnern verlegt. In den Fabrikgebäuden in Grünberg, nun Zielona Góra genannt, wurde der polnische Maschinenbaubetrieb WAGMO gegründet, der 1948 in ZASTAL umbenannt wurde.
Ab 1972 war der VEB Stahlbrückenbau Könnern ein Kombinatsbetrieb des VEB Autobahnbaukombinat Magdeburg mit mehreren Betriebsteilen, u. a. in Frankfurt (Oder).

## Geschäftsfelder
Neben dem anfänglich nur auf den Bau von Brücken- und Eisenkonstruktionen ausgerichteten Geschäftsfeld entwickelten sich in den Jahren die weiteren Unternehmensbereiche wie Tiefbau und ab 1886 auch der Waggonbau. In den Jahren nach 1925 kam auch der Fahrzeugbau hinzu.

### Brücken- und Eisenkonstruktion

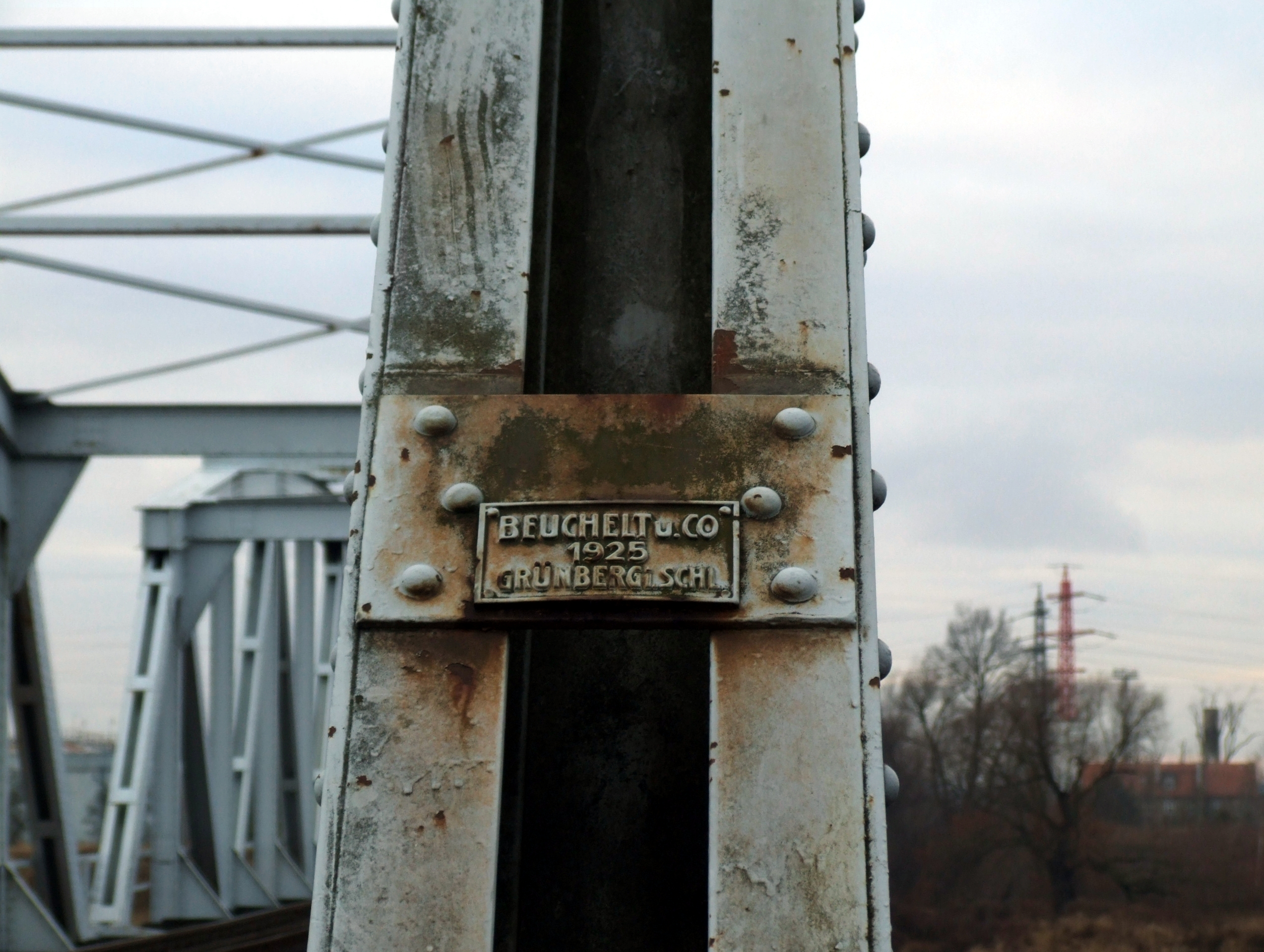
Plakette mit dem Namen des Herstellers Beuchelt & Co.

In der Abteilung Brückenbau wurde sowohl feste als auch bewegliche Brücken nach eigenen Entwürfen ausgeführt. Besondere Kenntnisse und Qualifikationen erwarb sich das Unternehmen dabei beim Bau von Dreh- und Klappbrücken der unterschiedlichsten Systeme. Bis zum Jahr 1925 baute das Unternehmen 403 Brücken innerhalb der Reichsgrenzen, davon alleine über die Oder 42 Brücken. So z. B. die Kaiserbrücke in Breslau, die Werderbrücke Nord in Breslau, die Oderbrücken in Stettin, die Millionenbrücke in Berlin-Gesundbrunnen (Swinemünder Straße). Auch im Ausland und in den deutschen Kolonien erbaute Beuchelt einzelne Brücken.
Neben Eisenkonstruktionen wie Bahnsteighallen (bis heute bestehend die von Bahnhof Berlin-Friedrichstraße und Frankfurt/Oder Hbf) und Industriebauten ist auch die Beteiligung am Bau der Brückenkonstruktion des Schiffshebewerks Niederfinow hervor zu heben. Ein weiterer Fertigungszweig beschäftigte sich mit dem Bau von Drehscheiben und Schiebebühnen.

### Tiefbau
Als logische Ergänzung zum Brückenbau wurde die Abteilung für den Tiefbau gegründet. Man beschäftigte sich hauptsächlich mit Pfeilergründungen für die Brückenbauten. Als besondere Spezialität führte man diese mit Pressluft durch (Druckluftgründung). Dabei wurden Gründungstiefen bis 21 Meter erreicht.

Absenkung der Pfeiler mittels Pressluft

Der Vorteil des Verfahrens beruhte darauf, dass der Grundkörper über Wasser gebaut und dann mittels Pressluft abgesenkt wurde. Dadurch konnte auch der Baugrund in Augenschein genommen und untersucht werden. Pfeilergründungen nach diesem Verfahren wurden z. B. bei den Oderbrücken in Stettin, der Rendsburger Hochbrücke und der alten Holtenauer Hochbrücke über den Nord-Ostsee-Kanal sowie der Rheinbrücke bei Wesel durchgeführt.

### Waggonbau
Ab 1886 baute Beuchelt & Co. Eisenbahnwagen, darunter Spezialanfertigungen. Da sich die vorhandenen Abteilungen vorwiegend mit dem Metallbau beschäftigte, lag es nahe, sich zuerst mit dem Bau von Wagen mit eisernen Wagenkästen zu befassen. Sehr bald kam dann der Bau von geschlossenen und offenen Güterwagen und Packwagen mit hölzernen Wagenkästen hinzu. Ab 1890 wurden die ersten Personenwagen gefertigt. Damit einher ging der Ausbau der Fertigungsanlagen mit einer Vergrößerung der Montagehallen und Bau einer Sattlerei und eines großen Sägewerks. 1900 konnten dann die ersten Aufträge für Durchgangszug-Wagen von der preußischen Staatsbahn akquiriert werden. In der Folge fanden die Produkte von Beuchelt Käufer im Ausland, darunter das Türkische Reich, Österreich, Italien, Dänemark sowie weitere Kunden in Asien und Afrika. In die deutschen Kolonien in Afrika erfolgten zahlreiche Lieferungen. Einige Wagen sind noch heute im Einsatz,  so der 1905 gefertigte Wagen 917-214 der Rügenschen Bäderbahn.

### Fahrzeugbau
Zwischen 1925 und 1926 wurde unter dem Namen Sablatnig-Beuchelt (in Kooperation mit dem Flugpionier Joseph Sablatnig) ein 6/30-PS-Wagen hergestellt, dessen Motor aus 1500 cm³ Hubraum eine Leistung von 30 PS (22 kW) abgab.

## Produktgalerie
Beispielhaft für die Produkte des Unternehmens werden hier einige Muster gezeigt. Sie entstammen den Büchern über das deutsche Eisenbahnwesen der Gegenwart in der Ausgabe von 1911.

Brücke der Swinemünderstr. über den Bahnhof Gesundbrunnen, Berlin
Kaiserbrücke über die Oder in Breslau, Spannweite 126 Meter
Königin-Luise-Brücke über die Memel in Tilsit
6-achsiger Durchgangszug-Wagen der K.P.E.V. Typ Ia 6(S3)
Eiserner Klappdeckelwagen der K.P.E.V. zum Kadavertransport
Revisionswagen der deutschen Ostafrika-Bahn
Drehgestell für vierachsige Wagen